# 17410 Zitarrosa
17410 Zitarrosa este o planetă minoră (asteroid), cu un diametru de 3,447 km, din centura de asteroizi. A fost descoperită pe 13 februarie 1988 la Observatorul La Silla de Eric Walter Elst. 
Obiectul prezintă o orbită caracterizată de o semiaxă mare de 2,3070785 UAi, o excentricitate de 0,1444259, o înclinație de 5,65112 ° în raport cu ecliptica.